# European Journal of Personality
 European Journal of Personality  (EJP) è una rivista accademica bimestrale di psicologia, pubblicata dall'editore Wiley per conto dell'European Association of Personality Psychology.
La revisione paritaria è stata introdotta a partire dal 2018 come una scelta consigliata per gli autori (non obbligatoria). In alternativa, esiste una modalità di revisione semplificata che consente agli autori di inviare al comitato editoriale un documento, unitamente alle eventuali recensioni e all'originale della lettera di rifiuto dell'editore.
L'European Journal of Personality si occupa anche della promozione dei suoi articoli ed autori nel Web attraverso interviste, comunicati stampa, un blog, un account Facebook e Twitter.
EJP promuove la ricerca teorica ed empirica nell'ambito della psicologia della personalità, mediante la pubblicazione di articoli inerenti alla natura della personalità, alla sua espressione nei contesto sociale, allo sviluppo personale e alle conseguenze della personalità, oltre alle innovazioni metodologiche della ricerca in tale campo.
Gli abstract degli articoli sono indicizzati da Psychological Abstracts/PsycINFO, Social Sciences Citation Index e Web of Science.
Dal 2017, la rivista ha implementato nuove politiche editoriali improntate alla trasparenza del processo di selezione e revisione interna dei contenuti pubblicati. Agli autori viene richiesto il rispetto di uno standard minimo di reporting (ad es. giustificare la numerosità scelta del campione), ed è raccomandata la condivisione di materiali e dati in modalità Open Science.

A febbraio del 2019, EJP si è classificata terza per trasparenza in un elenco del Center for Open Science, pari merito con la rivista Collabra: Psychology, rispetto ad un indicatore che misurava il grado di attuazione delle linee guida di Transparency and Openness Promotion.
Inoltre, secondo dati interni aggiornati a gennaio del 2019, la percentuale di articoli pubblicati nel triennio precedente che hanno ricevuto uno o più badge Open Science (ovvero badge Open Material, badge Open Data e badge pre-registrazione) sarebbe aumentata dal 2% nel 2016 a quasi il 70% nel 2018.